# دژا وو (فیلم)
دژا وو یا فرا زمان (به فرانسوی: Déjà Vu) نام یک فیلم اکشن مهیج محصول ۲۰۰۶ آمریکا می‌باشد که درون‌مایه‌ای علمی-تخیلی دارد. این فیلم به نویسندگی بیل مارسیلی و تری روسیو و کارگردانی تونی اسکات است که برای نخستین بار در ۲۰ نوامبر ۲۰۰۶ در نیویورک به نمایش عمومی درآمد و ۲ روز بعد در سراسر ایالات متحده آمریکا اکران عمومی شد. از درآمد ۱۸۰ میلیون دلاری که این فیلم به موجب اکران در سراسر جهان به‌دست آورد، ۶۴ میلیون را می‌توان به طریق اکران در آمریکا اختصاص داد. دژا وو بیست و سومین فیلم موفق سال ۲۰۰۶ در سراسر جهان لقب گرفت. این فیلم نامزد دریافت ۵ جایزه در جشنواره‌های مختلف فیلم‌های سینمایی گردید.
از آنجا که مکان اصلی تهیه این فیلم ساحل نیواورلئان بود، وقوع توفان کاترینا درست قبل از شروع فیلمبرداری، اجرای این پروژه را چندین ماه به تعویق انداخت. بر طبق اظهار نظر تونی اسکات، مکان اولیه ساخت این فیلم قرار بود در لانگ آیلند ایالت نیویورک باشد.

## خلاصه داستان
یک کشتی تفریحی حامل ملوانان نیروی دریایی آمریکا و خانواده‌هایشان که در حال انتقال آنها از بارانداز آلجیرز نیواورلئان به محل برگزاری جشن ماردی گرا بود، ناگهان در حین حرکت منفجر می‌شود که در اثر این انفجار دست کم ۵۴۳ تن از مسافران کشته می‌شوند.
داگ کارلین (دنزل واشینگتن) از جانب سازمان ای‌تی‌اف (دفتر نظارت بر الکل، دخانیات، سلاح‌های گرم و مواد منفجره) مأمور رسیدگی به این حادثه می‌شود. وی در حین تحقیقات به ماهیت تروریستی بودن این انفجار پی می‌برد. وی همچنین با پاول پریزوایر از اف‌بی‌آی آشنا می‌گردد که در حال تحقیقاتی مشابه است. پاول از وی دعوت می‌کند که با آنها همکاری کند و با یک فعالیت گروهی عامل بمب گذاری را شناسایی و دستگیر کنند.
با پذیرفتن این پیشنهاد از طرف داگ، پریزوایر وی را با دستگاهی آشنا می‌کند که پیشرفته‌ترین نسل ماشین زمان ساخته شده به‌دست بشر بوده است. آنها تلاش می‌کنند که بتوانند با کمک این ماشین بمب‌گذار را شناسایی و دستگیر کنند. اما داگ با مشاهده قابلیتهای دستگاه تصمیم می‌گیرد پا را فراتر از این نهاده و …